# Николас де Овандо
Николас де Овандо (1451-1511), шпански витез и гувернер Западне Индије (1501-1509).

## Биографија
Овандо је био син капетана Дијега де Ованда, који се у грађанским ратовима који су претходили браку Изабеле од Кастиље и Фернанда од Арагона, определио за победничку страну. Његов млађи син Николас је 1473. добио команду у витешком реду Алкантаре. Као припадник војног реда, положио је монашки постриг уз онај који га је обавезао да се бори против неверника.

### Гувернер Западне Индије
Због држања у грађанским ратовима и његове доказане лојалности Круни, краљица Изабела га је 1501. именовала на место првог краљевског гувернера Индије, уместо Кристофора Колумба. Под адмиралом, тек основана колонија у Санто Домингу је запала у нереде, а привремени покушај Франсиска де Бобадиље да се избори са потешкоћама није успео.
Овандо је стигао 15. априла 1502. са флотом од тридесет бродова и око 2.500 насељеника. Међу њима су били војници, занатлије и професионалци, од којих су неки довели своје породице, и свештеници. Током деценије Овандове администрације следио је упутства круне, која се могу груписати у четири правца: спровести пренос овлашћења владе са Колумба на Круну, успоставити краљевску власт над колонистима, рударима и будућим градовима, подстицати економски развој и поставити цркву на чврсте темеље.
Овандо је са собом донео краљевске законе који су се углавном могли упоредити са онима које су практиковали војни редови током година реконквисте. Његова „цивилизаторска мисија“ била је да преведе Индијанце у католичку веру и научи их да живе као Шпанци. Тиме је представљао континуитет древне традиције. Хиспањола, међутим, није била Шпанија, као ни Индијанци Маури. Штавише, шпански колонисти су били подељени у својој лојалности, многи су подржавали Колумбе. Физичко окружење, изазови власти и захтеви од гувернера да чини правду од стране Индијанаца и досељеника према крунском закону захтевали су прилагођавање у скоро сваком детаљу.
Овандова овлашћења да се обрачуна са Колумбом била су правно оправдана, али су његови поступци били у сенци дуготрајног напуштања Колумба, који је 1502. доживео бродолом на Јамајци, где га је Овандо оставио без помоћи више од годину дана. Његов сукоб са домороцима, којих се плашио као могућих изазивача побуне, довео је до злогласног вешања краљице Анакаоне. Насељавање села по систему пресељавања (принудни рад Индијанаца) коштало је живота многих Индијанаца и било је деструктивно по домородачку културу. Али у уобичајенијим подухватима стабилизације мешовите руралне и рударске привреде, оснивања градова, стимулисања изградње камених кућа и планирања катедрале и болнице, што је представљало „цивилизаторску“ мисију Кастиље, он је спроводио вољу круне. Опозван 1509. године, Овандо, који је до тада изабран и потврђен за команданта Алкантаре (то јест, за вођу овог витешког реда), напустио је Хиспањолу. Ова колонија је постала мала Шпанија, али је остатак Америке тек требало колонизовати.

## Наслеђе
У свом делу Кратак извештај о уништавању Индија, Бартоломе де лас Казас га оптужује за планско истребљивање Таино Индијанаца на Хаитију.